# Zbyněk Vokrouhlický
Zbyněk Vokrouhlický (* 17. prosince 1930 Dětenice) byl český a československý studentský a mládežnický funkcionář, politik Komunistické strany Československa, poslanec České národní rady a Sněmovny národů Federálního shromáždění na počátku normalizace. Během pražského jara stoupenec reformního proudu v KSČ, po roce 1969 odstaven z politických funkcí.

## Biografie
Narodil se v Dětenicích (podle jiného pramene v Jičíně). Pocházel z rodiny mechanika. Do roku 1948 navštěvoval v Jičíně základní a střední školu, už po válce se v Jičíně zapojil do organizování mládeže. V roce 1949 začal studovat práva na Univerzitě Karlově, kde se specializoval na mezinárodní právo. Při svých zahraničních cestách přispíval do listu Mladá fronta a napsal cestopis o putování Tuniskem. Působil jako politik, překladatel, teoretik průmyslového designu. V letech 1963–1969 předseda Mezinárodního svazu studentstva. Do funkce byl zvolen na sjezdu v Alžíru.
K roku 1969 se uvádí profesně jako právník, bytem Praha. Byl absolventem Právnické fakulty Univerzity Karlovy a působil jako novinář. Byl dlouholetým funkcionářem ČSM a studentského hnutí. V době nástupu do parlamentu zastával post předsedy Ústředního výboru ČSM, předsedy Rady sdružení dětských a mládežnických organizací ČSR a předsedy Mezinárodního svazu studentstva. Byl nositelem vyznamenání Za vynikající práci.
Dne 31. srpna 1968 byl kooptován za člena Ústředního výboru Komunistické strany Československa. Z ÚV KSČ byl vyloučen 26. září 1969. Po provedení federalizace Československa usedl v lednu 1969 do Sněmovny národů Federálního shromáždění. Do federálního parlamentu ho nominovala Česká národní rada, kde rovněž zasedal. Ve FS setrval do prosince 1969, kdy rezignoval na svou funkci.
Po invazi vojsk Varšavské smlouvy do Československa ho Ústřední výbor Komunistické strany Československa zařadil na seznam „představitelů a exponentů pravice“. V té době je uváděn jako předseda ÚV ČSM. Byl pak vyloučen z KSČ. Po roce 1989 působil jako publicista. Státní bezpečnost ho evidovala jako agenta pod krycím jménem ZAHRÁDKA, evidenční číslo 14769.